# Zhenhai
Zhenhai, tidigare känt som Chinhai, är ett stadsdistrikt i östra Kina, och ingår i Ningbos subprovinsiella stad i provinsen Zhejiang. Det ligger omkring 150 kilometer öster om provinshuvudstaden Hangzhou.
Befolkningen uppgick till 271 707 invånare vid folkräkningen år 2000, varav 148 613 invånare bodde i huvudorten Zhenhai som är belägen vid Yongjiangflodens mynning vid kusten mot östkinesiska havet. Stadsdistriktet var år 2000 indelat i fem köpingar (zhen) och en socken (xiang).
Zhenhai blev ett härad på 900-talet och fick sitt nuvarande namn under Qingdynastin. 1985 ombildades häradet till ett stadsdistrikt i Ningbo.
Zhenhai har länge varit en förhamn till kinesiska staden Ningbo och den öppnades för européer 1842 som fördragshamn. Den omgavs av en hög tegelmur och skyddades av flera försvarsverk, som idag omvandlats till museum.
Brittiska styrkor intog Zhenhai den 10 oktober 1841 under det första opiumkriget. Under Fransk-kinesiska kriget
1885 angreps den tre gånger av franska krigsskepp, och ett fort förstördes vid det sista angreppet,
13 mars, men någon landstigning företogs inte. Vid Zhenhai slutar en sydöstlig fortsättning av Kejsarkanalen.